# Eleição municipal de Manaus em 1992
A eleição municipal de Manaus em 1992 ocorreu em 3 de outubro de 1992. O prefeito era Arthur Virgílio (PSDB) que terminaria seu mandato em 1 de janeiro de 1993. Amazonino Mendes (PDC) foi eleito prefeito de Manaus em segundo turno ocorrido em 15 de novembro de 1992.

## Resultado da eleição para prefeito

### Primeiro turno
| Candidato(a)         | Vice                     | Número | Coligação                                                           | Votos recebidos | Percentual |
| -------------------- | ------------------------ | ------ | ------------------------------------------------------------------- | --------------- | ---------- |
| Amazonino Mendes PDC | Eduardo Braga PDC        | 17     | Aliança do Povo (PDC, PRN, PTB, PDS)                                | 151.806         | 42,60%     |
| José Dutra PMDB      | Wilson Alecrim PSDB      | 15     | Aliança Democrática de Manaus (PMDB, PSC, PFL, PTR, PCN, PSD, PSDB) | 94.283          | 26,46%     |
| Nonato Oliveira PL   | Djalma Castelo Branco PL | 22     | Todos por Manaus (PL, PRP, PST, PRONA)                              | 81.383          | 22,84%     |
| Beth Azize PDT       | —                        | 12     | Frente de Oposição Popular (PDT, PT, PPS, PSB, PCdoB)               | 24.545          | 6,89%      |
| Ilonita Ramos PMN    | Jaime Nascimento PSdoB   | 33     | Movimento de Resistência Popular (PMN, PV, PSdoB)                   | 4.302           | 1,21%      |
| Referências:         |                          |        |                                                                     |                 |            |

### Segundo turno
| Candidato(a)         | Vice                | Número | Coligação                                                      | Votos recebidos | Percentual |
| -------------------- | ------------------- | ------ | -------------------------------------------------------------- | --------------- | ---------- |
| Amazonino Mendes PDC | Eduardo Braga PDC   | 17     | Aliança do Povo (PDC, PRN, PTB, PDS)                           | 205.185         | 57,59%     |
| José Dutra PMDB      | Wilson Alecrim PSDB | 15     | Aliança Democrática de Manaus (PMDB, PSDB, PFL, PSD, PSC, PST) | 151.093         | 42,41%     |
| Referências:         |                     |        |                                                                |                 |            |